# Wolfgang von Trips
Wolfgang Alexander Albert Eduard Maximilian Reichsgraf Berghe von Trips, (n. 4 mai 1928 - d. 10 septembrie 1961), a fost un pilot german de Formula 1, vicecampion mondial în 1961. Deși a participat la calificările unei curse de Formula 1 in 1956, a luat pentru prima dată startul abia în 1957.
1. 1 2  Wolfgang Berghe von Trips, Roglo
2. 1 2  Count Von Trips, Discogs, accesat în 9 octombrie 2017
3. 1 2  Wolfgang Graf Berghe von Trips, Brockhaus Enzyklopädie, accesat în 9 octombrie 2017
4. 1 2  Wolfgang Graf Berghe von Trips, Salzburgwiki